# مونتي كاستيلو دي فيبيو
مونتي كاستيلو دي فيبيو (بالإيطالية: Monte Castello di Vibio)‏ هي بلدية في مقاطعة بيرودجا في إقليم أومبريا في إيطاليا.

## السكان
في سنة 1861 بلغ عدد السكان 1٬923 نسمة، وتطور العدد ليصل في سنة 2011 لـ 1٬620 نسمة.
يظهر هذا المخطط البياني تطور النمو السكاني لـ مونتي كاستيلو دي فيبيو